# 哈维尔·曼哈林
哈维尔·曼哈林（西班牙語：Javier Manjarín，1969年12月31日—），西班牙男子足球运动员，司职前锋。他曾入选1992年夏季奥林匹克运动会西班牙男子足球队名单，但并未上场参赛。